# Cerco de Acre (1291)

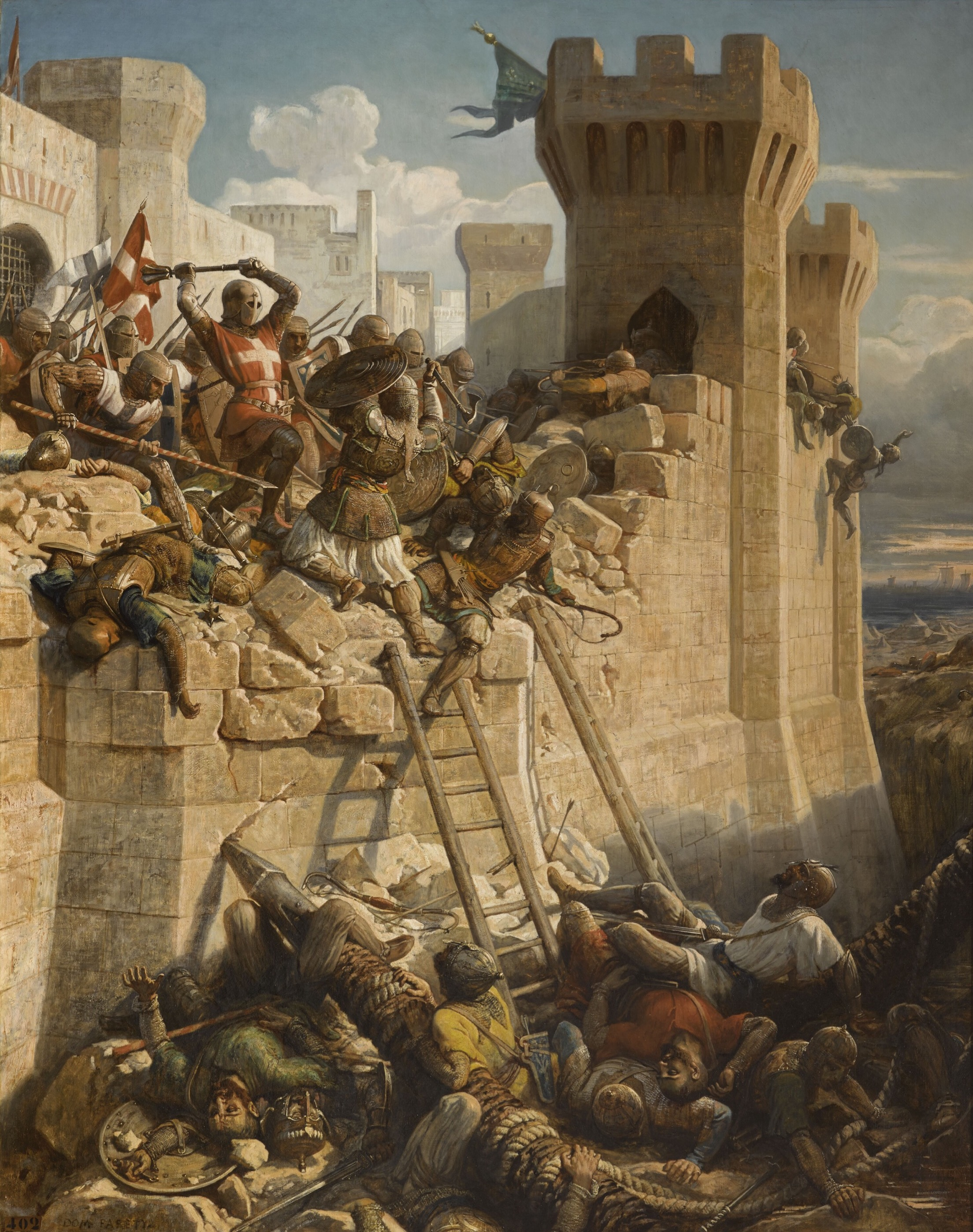
Matthieu de Clermont défend Ptolémaïs en 1291, por Dominique Papety (1815–49), no Salles des Croisades em Versalhes.

O cerco de Acre (também chamado de queda de Acre) ocorreu em 1291 e resultou na perda do controle de Acre pelos cruzados para os mamelucos. É considerada uma das batalhas mais importantes do período. Embora o movimento cruzado continuasse por vários séculos, a captura da cidade marcou o fim de novas cruzadas para o Levante. Quando Acre caiu, os cruzados perderam sua última grande fortaleza do reino dos cruzados de Jerusalém. Eles ainda mantinham uma fortaleza na cidade de Tartus, no norte (hoje no noroeste da Síria), engajados em alguns ataques costeiros e tentaram uma incursão da pequena ilha de Ruad, mas quando eles a perderam também em 1302 no cerco de Ruad, os cruzados não controlavam mais nenhuma parte da Terra Santa.